# Žirovniški potok
Žirovniški potok je potok, ki izvira v okolici vasi Žirovnica v občini Sevnica in se v Loki pri Zidanem Mostu kot levi pritok izliva v reko Savo.